# Sigel
Sigel és una població dels Estats Units a l'estat d'Illinois. Segons el cens del 2000 tenia 386 habitants.

## Demografia
Segons el cens del 2000, Sigel tenia 386 habitants, 141 habitatges, i 97 famílies. La densitat de població era de 552 habitants/km².
Dels 141 habitatges en un 35,5% hi vivien nens de menys de 18 anys, en un 51,8% hi vivien parelles casades, en un 12,1% dones solteres, i en un 30,5% no eren unitats familiars. En el 29,8% dels habitatges hi vivien persones soles el 14,2% de les quals corresponia a persones de 65 anys o més que vivien soles. El nombre mitjà de persones vivint en cada habitatge era de 2,72 i el nombre mitjà de persones que vivien en cada família era de 3,38.
Per edats la població es repartia de la següent manera: un 31,3% tenia menys de 18 anys, un 10,4% entre 18 i 24, un 27,2% entre 25 i 44, un 16,3% de 45 a 60 i un 14,8% 65 anys o més.
L'edat mediana era de 33 anys. Per cada 100 dones de 18 o més anys hi havia 89,3 homes.
La renda mediana per habitatge era de 36.607 $ i la renda mediana per família de 51.500 $. Els homes tenien una renda mediana de 34.375 $ mentre que les dones 22.656 $. La renda per capita de la població era de 15.933 $. Aproximadament el 2,4% de les famílies i el 3,9% de la població estaven per davall del llindar de pobresa.

## Poblacions més properes
El següent diagrama mostra les poblacions més properes.